# Syarinus strandi
Espèce
Synonymes
- Ideobisium strandi Ellingsen, 1901

Syarinus strandi est une espèce de pseudoscorpions de la famille des Syarinidae.

## Distribution
Cette espèce se rencontre en Norvège, en Allemagne, en Autriche, en Tchéquie et en Russie.

## Description
L'holotype mesure 3 mm.

## Systématique et taxinomie
Cette espèce a été décrite sous le protonyme Ideobisium strandi par en Ellingsen, 1901. Elle est placée dans le genre Microcreagris par Beier en 1932 puis dans le genre Syarinus par Mahnert en 1976.

## Étymologie
Cette espèce est nommée en l'honneur d'Embrik Strand.

## Publication originale
- Ellingsen, 1901 : Sur une espèce nouvelle d'Ideobisium genre des pseudoscorpions de l'Europe. Bulletin de la Société Zoologique de France, vol. 26, p. 86-89 (texte intégral).